# 瓦尔茹夫雷
瓦尔茹夫雷（法語：Valjouffrey，法語發音：[valʒufʁɛ]）是法国伊泽尔省的一个市镇，属于格勒诺布尔区。

## 地理
瓦尔茹夫雷（44°52'20"N, 6°1'52"E）面积72.56 平方千米，位于法国奥弗涅-罗讷-阿尔卑斯大区伊泽尔省，该省份为法国东南部内陆省份，北起顺时针与安省、萨瓦省、上阿尔卑斯省、德龙省、阿尔代什省、卢瓦尔省和罗讷省。
与瓦尔茹夫雷接壤的市镇（或旧市镇、城区）包括：阿斯普尔莱科尔、拉沙佩勒-昂瓦尔戈德马、瓦尔戈德马地区圣莫里斯、维拉尔卢比耶尔、瓦桑堡、昂特赖格、瓦桑地区圣克里斯托夫、拉萨莱特-法拉沃、尚特佩里耶、莱德萨尔普。

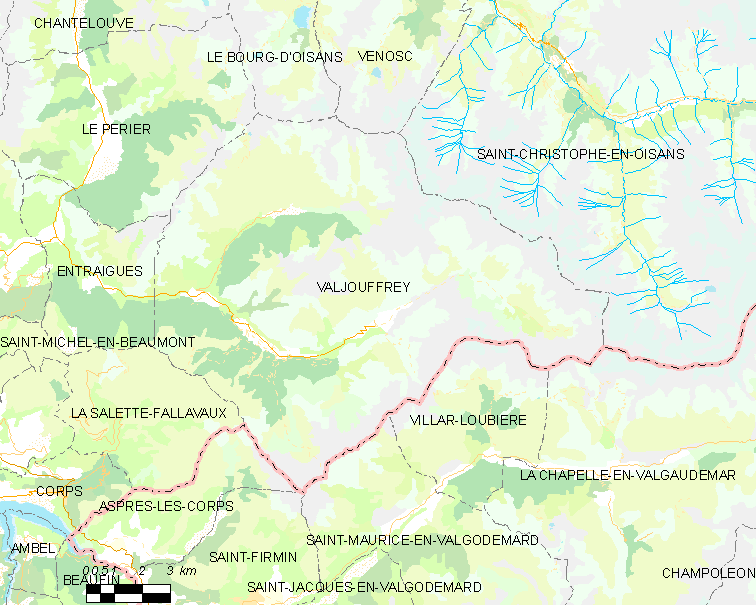
瓦尔茹夫雷的OSM定位图

瓦尔茹夫雷的时区为UTC+01:00、UTC+02:00（夏令时）。

## 行政
瓦尔茹夫雷的邮政编码为38740，INSEE市镇编码为38522。

## 政治
瓦尔茹夫雷所属的省级选区为马泰西讷-特列沃县。

## 人口

1962-2008年间瓦尔茹夫雷人口变化图示

瓦尔茹夫雷于2022年1月1日时的人口数量为167人。